# 熔岩流 (反模式)
熔岩流是程序设计中的行話，是指撰寫情形不佳的计算机语言在開發階段就已經放到產品中，這類的結果常會造成新的系統和舊的，不完整的系統不相容，而許多衍生的機能又和舊系統有關，因此造成向後相容性的問題。
在開發過程中團隊的大型變常會產生熔岩流。當一個專案中，人員常常流進流出，系統中一些特性目的的知識可能無法在團隊中留下來。團隊中無法清除這些問題，因此只好用迴避的方式進行，增加專案的複雜度及混亂。
熔岩流是種反面模式，是因為早期設計不良而常常出現的現象。